# Besökstid (radioprogram)
Besökstid var ett radioprogram i SR P3 som sändes från 1956 och fram till den 19 juni 1986 . Det sändes från Malmö.
Programidén var att lyssnarna skulle skicka hälsningar och önska musik för de som låg på sjukhus eller var sjukskrivna. Sändningstiden varierade genom åren, men var alltid dagtid vardagar. Under 1980-talet sändes programmet på fredagar.
Programledare mellan starten och 1985 var Arne Ericsson (som avled 22 augusti 2002). Under programmets sista halvår blev det en del i programblocket Gomiddag! med Kalle Oldby.